# Domenico Cecchetti
Domenico Cecchetti (nascido em 13 de maio de 1941) é um ex-ciclista samarinês que competiu no ciclismo nos Jogos Olímpicos de Verão de 1960.